# Heterachthes designatus
Heterachthes designatus är en skalbaggsart som beskrevs av Martins 1970. Heterachthes designatus ingår i släktet Heterachthes och familjen långhorningar.
Artens utbredningsområde är Honduras. Inga underarter finns listade i Catalogue of Life.